# Giacomo Paronuzzi

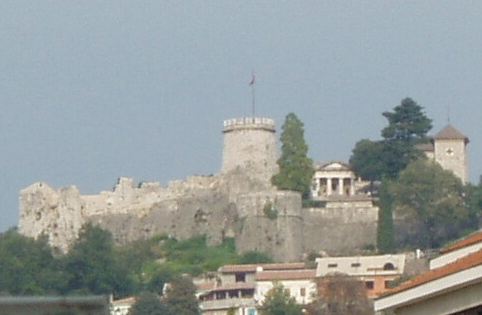
Il castello di Tersatto con il tempio Mir Junaka

Giacomo Paronuzzi (Aviano, 23 maggio 1801 – Tersatto, 23 aprile 1839) è stato uno scultore, architetto e restauratore italiano, del periodo neoclassico.

## Biografia
Nato ad Aviano il 23 maggio 1801, grazie al sostegno del nobile locale Pietro Oliva del Turco, riuscì a iscriversi all'Accademia di Belle Arti di Venezia nel 1822, dove si distinse sino al 1830 con diversi premi ed accessit. Nel 1829 il suo maestro, Luigi Zandomeneghi lo mise in contatto con il feldmaresciallo Laval Nugent il quale, impressionato dalle capacità del giovane, gli affidò il restauro delle sculture antiche provenienti da Castelvolturno. Il feldmaresciallo, una volta acquisito il castello di Tersatto nel 1826, decise di avviare ingenti lavori di restauro al fine di ripristinare il castello quale dimora pittoresca. I lavori vennero eseguiti da Giacomo Paronuzzi il quale, una volta completati nel 1837, compreso il suggestivo tempio neoclassico Mir Junaka (Pace degli Eroi) si dedicò alla realizzazione di diversi busti della famiglia e all'abbellimento degli interni del castello. I lavori vennero portati a termine dal noto scultore Anton Dominik Fernkorn che eseguì i due basilischi ai lati del tempio e il busto in marmo del generale. Giacomo Paronuzzi chiuse la sua esistenza presso il castello di Tersatto il 23 aprile 1839, vittima di una forma acuta di vaiolo.